# Kula (cerimonia)
Il kula è uno scambio simbolico di doni effettuato nelle isole Trobriand (nell'Oceano Pacifico) tra le popolazioni che vi sono stanziate ed è basato su un rapporto di fiducia.
Il kula è al centro dell'opera di Bronisław Malinowski "Argonauti del Pacifico Occidentale" (Argonauts of the Western Pacific) pubblicata nel 1922, una delle più famose monografie etnografiche della storia dell'antropologia. Di conseguenza è divenuto uno dei fenomeni socio-culturali dei quali si è più discusso, non solamente all'interno delle discipline etno-antropologiche.
I partecipanti compivano viaggi anche di centinaia di chilometri in canoa per scambiarsi doni che consistono in collane di conchiglie rosse (soulava), scambiate in direzione nord (il viaggio è in cerchio e segue il movimento delle lancette dell'orologio) e braccialetti di conchiglia bianca (mwali), scambiati in direzione sud. Dunque lo scambio può avvenire solo tra oggetti diversi: braccialetti per collane e viceversa.
Gli oggetti dovevano circolare in continuazione, restando nelle mani del possessore solo per un periodo limitato di tempo e venivano poi barattati nel corso di visite che gli abitanti delle isole si scambiavano periodicamente. I preparativi per la partenza e gli scambi erano fortemente e rigidamente ritualizzati ma durante il viaggio per gli scambi di tipo kula avveniva anche un commercio meno simbolico con il quale venivano scambiati oggetti ed alimenti di uso comune. 
Lo scambio rituale infatti ha il compito di instaurare un rapporto di fiducia reciproca, base necessaria dello scambio materiale. 
Gli ornamenti scambiati sono impregnati di significati magici e possiedono, secondo la mitologia e le credenze locali, un grande potere sugli spiriti del mare e delle spiagge.
Il kula viene anche definita una "confraternita" di iniziati che diffonde una influenza di carattere, in qualche modo, religioso sul gruppo di isole.
Marcel Mauss, partendo dalla ricerca di Malinowski, tratterà del kula in due sue diverse teorie. Nel Saggio sul dono esso è uno degli esempi chiave della teoria della reciprocità, secondo la quale il dono è generalmente un'istituzione sociale non volontaria ma obbligatoria. Nel proporre la teoria dei fatti sociali totali, Mauss prende nuovamente ad esempio il kula come fatto sociale (nella accezione di Émile Durkheim), che determina ed attorno al quale ruota l'intera vita di una società e, di conseguenza, studiando il quale è possibile capire tutto di essa.